# Circuit de Santa Rosa
El Circuit de Santa Rosa fou un circuit permanent de motocròs situat a l'actual barri de Santa Rosa de Santa Coloma de Gramenet, Barcelonès, que tingué activitat durant la dècada de 1960. Seu durant anys del Motocross de Gramenet, d'ençà de 1964 esdevingué l'escenari del Gran Premi d'Espanya de Motocròs de 250cc -puntuable per al Campionat del Món- en substitució de l'antiga seu d'aquesta cursa, el Circuit de Pedralbes, que havia entrat en fase d'urbanització.
A partir del 1968, el Gran Premi es traslladà al Circuit del Vallès (creat de bell nou en uns terrenys de la Mancomunitat Sabadell-Terrassa) i el Circuit de Santa Rosa desaparegué per sempre més, engolit pel gran creixement urbanístic d'aquells anys arran de l'arribada massiva d'immigració espanyola.

## Situació
El Circuit de Santa Rosa s'ubicava en un turó aleshores força allunyat del centre urbà de Santa Coloma, en uns paratges poc habitats (però en fase de creixement), d'allò que amb el temps esdevindria el populós barri de Santa Rosa. La seva situació exacta era l'espai actualment delimitat pels següents carrers, molts d'ells aleshores encara en fase de projecte (sense asfaltar i inconnexos):
- Al nord, el carrer dels Pirineus
- A l'oest, els carrers de la Sardana i la Ginesta, continuant pel Passatge de Calp
- A l'est, el carrer de Núria, continuant pel carrer de Circumval·lació
- Al sud, el carrer de Sant Jordi i el terme municipal de Badalona (barri de Llefià)

En aquell mateix indret hi ha actualment un espai públic que es coneix popularment com a "Parc del Motocròs", probablement com a record més o menys conscient de l'històric circuit, tot i que oficialment s'anomena "Parc dels pins" amb motiu de la gran extensió de terreny (amb tres grans pins) que hi havia a la zona fa anys, abans de ser transformada en un circuit de motocròs.

### El barri de Santa Rosa
Aquest barri, juntament amb els del Raval, Fondo i Safaretjos, s'enfilen per la Serra d'en Mena (o serra de Sistrells), un seguit de turons al límit de Santa Coloma de Gramenet amb Badalona actualment coberts d'edificacions. La zona, al sud del terme municipal de Santa Coloma, és muntanyosa, caracteritzada per una orografia irregular i pendents superiors al 15%. Avui dia és un lloc de difícil trànsit per a vianants i vehicles, amb grans rampes, estretes voreres i proliferació de tota mena d'habitatges (cases construïdes pels mateixos habitants als anys 60 i pisos de diferents alçades, producte dels curiosos acords assolits entre les primeres empreses immobiliàries i l'ajuntament). Tot això ha generat un cert caos urbanístic. Pel que fa al nom de "Santa Rosa", és recent, ja que fou arran de la construcció de la parròquia del barri (el 1960) que aquest es va independitzar del del Raval.

## Característiques
El Circuit feia inicialment uns 1.050 metres, ampliats fins als 1.100 en edicions posteriors i fins als 1.650 a partir de 1966. Tot el seu traçat, delimitat per estaques, discorria pel vessant d'un turó i, per tant, el públic assistent gaudia d'una visibilitat gairebé completa del seu recorregut allà on fos.
El circuit es recorria en sentit invers al de les busques del rellotge. La recta de sortida era paral·lela al carrer dels Pirineus, partint de la cantonada amb el de la Sardana, fins que en arribar a l'alçada de l'actual carrer de Monturiol (on hi havia una pineda important), empalmava amb un salt i un revolt cap avall, anant baixant fins al terme municipal de Badalona, on canviava de sentit i tornava a pujar, paral·lel al carrer de Circumval·lació, fins a la recta de sortida. El traçat era sinuós, amb nombrosos revolts i salts tant de pujada com de baixada. No tenia, però, gaires esplanades ni rectes llargues (tret de la de sortida), fet que el feia òptim per a pilots que dominessin la tècnica dels salts i la frenada. Aquestes característiques afavorien les motocicletes potents, amb força cavalls, essent-ne la velocitat punta poc determinant.

### Equipaments i serveis
Els caps de setmana de curses, tot l'entorn del circuit s'adaptava als requeriments d'un esdeveniment semblant. Així, els boxes s'instal·laven ben a prop de la recta de sortida, just al davant d'una escola inaugurada el 1959 com a Escuela Virgen de la Inmaculada i que actualment s'anomena CEIP Tanit (al carrer dels Pirineus, núm. 5-7). La zona de boxes ocupava més o menys el lloc on avui hi ha el pati i el camp de bàsquet d'aquesta escola, i ben a prop s'hi muntava la tribuna principal. En ocasió d'un Gran Premi, al circuit de Santa Rosa s'hi estrenà la primera tanca automàtica de la península en una graella de sortida; havia estat projectada a Montesa per Pere Pi, basant-se en un disseny que va portar dels seus viatges per Europa.
Per l'oest, venint de Barcelona (d'on arribava el gruix dels espectadors), hi havia una sèrie de carrers que anaven a parar a la zona, desembocant a l'Avinguda de Santa Rosa, artèria que absorbia la major part dels vehicles particulars desplaçats. Bona part del públic s'hi adreçava també pel carrer Sant Jordi. S'habilitaven zones d'aparcament als carrers Mas Marí, Sant Francesc, Àngel Guimerà i Monturiol, i una de molt gran més avall del carrer Sant Jordi, ja al terme municipal de Badalona. L'ajuntament de Barcelona muntava també un servei especial d'autobusos municipals entre la ciutat i el circuit durant tot el cap de setmana.

## Història

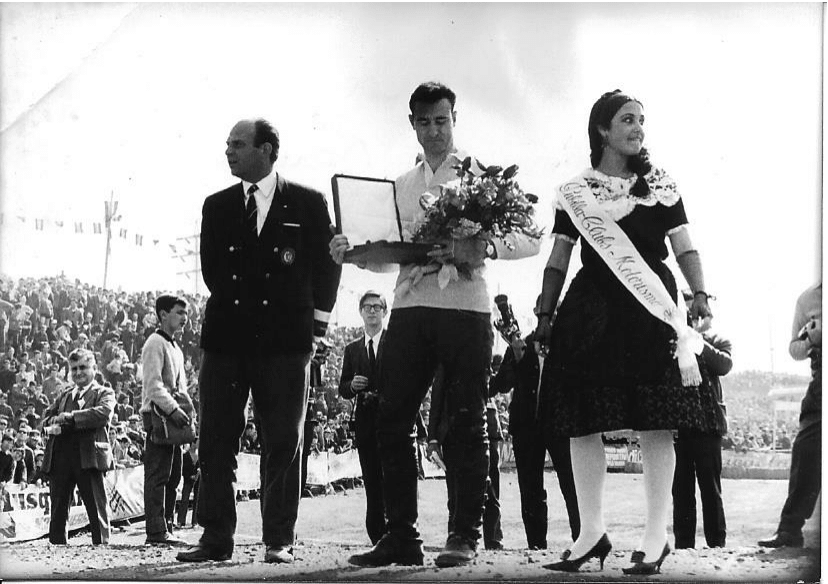
Homenatge a Oriol Puig Bultó al Circuit de Santa Rosa, durant el GP d'Espanya de 250cc de 1967

La primera cursa oficial disputada al Circuit de Santa Rosa fou el I Motocròs de Gramenet, organitzat el 14 de juliol de 1963 pel Moto Club Gramenet. La prova fou un èxit i el circuit fou tan ben valorat, que l'any següent -aprofitant que el Circuit de Pedralbes no es podia fer servir més- la Penya Motorista 10 x Hora, presidida per Jordi Viñas, prengué el relleu de l'anterior Moto Club Ruta i trià aquest circuit com a seu del III Gran Premi d'Espanya de Motocròs. L'esdeveniment tingué molt de ressò i assistiren a la cita 20.000 espectadors.
El 1965 es va arribar a la xifra de 30.000 persones assistents. A banda, molta gent dels carrers propers seguia les curses des de casa seva, des dels balcons i terrats que donaven al circuit. Les edicions de 1966 i 1967 destacaren per la victòria que hi obtingué el rus Viktor Arbekov, la qual cosa en plena dictadura franquista causà molt de rebombori.

### Esdeveniments
Els principals esdeveniments que acollí el Circuit de Santa Rosa al llarg de la seva història foren aquests:
| Esdeveniment          | Organitzador              | Data usual | De   | A    | Edicions |
| --------------------- | ------------------------- | ---------- | ---- | ---- | -------- |
| Motocròs de Gramenet  | Moto Club Gramenet        | Al març    | 1963 | 1967 | 5        |
| GP d'Espanya de 250cc | Penya Motorista 10 x Hora | Al l'abril | 1964 | 1967 | 4        |

1. ↑   Les dues primeres edicions se celebraren al juliol i al maig, respectivament.